# Naobranchia pritchardae
Naobranchia pritchardae is een eenoogkreeftjessoort uit de familie van de Lernaeopodidae. De wetenschappelijke naam van de soort is voor het eerst geldig gepubliceerd in 1973 door Kensley & Grindley.